# 固縮
固縮（こしゅく、英: rigidity）は、中枢神経障害時に起こる持続的な筋緊張が亢進した状態のこと

## 用語の使い分け
英語の rigidity の訳語として、日本神経学会では硬直、強剛、固縮、強直を挙げ、そのうち固縮は電気生理学において筋電図の所見としての痙縮(spasticity) の対義語として、アルファ固縮、ガンマ固縮、脊髄性固縮などの用語に用いるとしている。
関節を受動的に運動させた時に、検者が運動のはじめから終わりまで筋の動きに硬さを認める場合に、固縮（日本神経学会の用語によれば、強剛）があるとされる。痙縮が錐体路障害に伴うのに対し、固縮（強剛）は錐体外路障害に伴う症候である。パーキンソン病における筋緊張亢進に対しても、現在は筋強剛とよぶことになっている。しかし以前は強剛にあたる症候を固縮と呼んでいたことがあり、現在でも強剛の意味で固縮の用語が用いられていることも多い。その他、硬直は除脳硬直や項部硬直（髄膜刺激症状のひとつ）などに、また強直は絶対性瞳孔強直の用語に用いる。

## 種類
- 筋強剛
- 歯車様強剛
- 鉛管様強剛

## 病名
- パーキンソン病